# Ratlam Railway Colony
Ratlam Railway Colony (o Ratlam Kasba) è una suddivisione dell'India, classificata come census town, di 12.213 abitanti, situata nel distretto di Ratlam, nello stato federato del Madhya Pradesh. In base al numero di abitanti la città rientra nella classe IV (da 10.000 a 19.999 persone).

## Geografia fisica
La città è situata a 23° 20' 53 N e 75° 00' 56 E.

## Società

### Evoluzione demografica
Al censimento del 2001 la popolazione di Ratlam Railway Colony assommava a 12.213 persone, delle quali 6.491 maschi e 5.722 femmine. I bambini di età inferiore o uguale ai sei anni assommavano a 1.242, dei quali 692 maschi e 550 femmine. Infine, coloro che erano in grado di saper almeno leggere e scrivere erano 9.766, dei quali 5.606 maschi e 4.160 femmine.